# АЭС Фукусима-2
Не следует путать эту электростанцию с аварийной АЭС Фукусима-1
Фукуси́ма-2 (яп. 福島第二原子力発電所 Фукусима дай-ни гэнсирёку хацудэнсё), популярное название Фукусима дай-ни Фукусима вторая) — атомная электростанция, расположенная рядом с городом Нараха и посёлком Томиока в уезде Футаба префектуры Фукусима. Как и расположенная в 11,5 км севернее АЭС Фукусима-1, эта АЭС построена и эксплуатировалась Токийской энергетической компанией (TEPCO). В 2018 году компания TEPCO заявила о выводе Фукусима-2 из эксплуатации. Закрытие АЭС было неизбежно в условиях, когда продолжалась ликвидация аварии на соседней станции.

## Энергоблоки
| Энергоблок    | Тип реакторов | Мощность | Мощность | Начало строительства | Энергетический пуск | Ввод в эксплуатацию | Закрытие   |
| Энергоблок    | Тип реакторов | Чистый   | Брутто   | Начало строительства | Энергетический пуск | Ввод в эксплуатацию | Закрытие   |
| ------------- | ------------- | -------- | -------- | -------------------- | ------------------- | ------------------- | ---------- |
| Фукусима II-1 | BWR           | 1067 МВт | 1100 МВт | 16.03.1976           | 31.07.1981          | 20.04.1982          | 30.09.2019 |
| Фукусима II-2 | BWR           | 1067 МВт | 1100 МВт | 25.05.1979           | 23.06.1983          | 03.02.1984          | 30.09.2019 |
| Фукусима II-3 | BWR           | 1067 МВт | 1100 МВт | 23.03.1981           | 14.12.1984          | 21.06.1985          | 30.09.2019 |
| Фукусима II-4 | BWR           | 1067 МВт | 1100 МВт | 28.05.1981           | 17.12.1986          | 25.08.1987          | 30.09.2019 |

## Инциденты
В январе 1989 года энергоблок № 3 был остановлен на достаточно длинный период из-за поломки одного из насосов охладительного контура.
При землетрясении 11 марта 2011 года все энергоблоки были заглушены штатно. После остановки наблюдались серьёзные проблемы с охлаждением блоков 1, 2 и 4. Аварийная система охлаждения потребовала ремонта, однако его удалось выполнить в приемлемые сроки, и температура реакторов оставалась под контролем. Была объявлена эвакуация сначала в радиусе 3 км, затем 10 км, этим же радиусом ограничены полёты. При аварийных работах погиб один сотрудник.
Чрезвычайное положение на станции было отменено 26 декабря 2011 года.

## Состояние энергоблоков
| Низкая | Высокая | Тяжелая ситуация |

| Мощность реактора (МВт)                            | 1100                                             | 1100                                             | 1100                                             | 1100                                             |                                                  |                                                  |
| Тип                                                | BWR-5                                            | BWR-5                                            | BWR-5                                            | BWR-5                                            |                                                  |                                                  |
| Состояние на момент землетрясения                  | Рабочее                                          | Рабочее                                          | Рабочее                                          | Рабочее                                          |                                                  |                                                  |
| Целостность твэлов                                 | Норма                                            | Норма                                            | Норма                                            | Норма                                            |                                                  |                                                  |
| Целостность контейнмента                           | Норма                                            | Норма                                            | Норма                                            | Норма                                            |                                                  |                                                  |
| Система охлаждения 1 (ECCS/RHR)                    | Работает                                         | Работает                                         | Работает                                         | Работает                                         |                                                  |                                                  |
| Система охлаждения 2 (RCIC/MUWC)                   | Не требуется                                     | Не требуется                                     | Не требуется                                     | Не требуется                                     |                                                  |                                                  |
| Целостность здания                                 | Не повреждено                                    | Не повреждено                                    | Не повреждено                                    | Не повреждено                                    |                                                  |                                                  |
| Влияние на окружающую среду                        | уровень радиации на промплощадке АЭС 29,4 мкЗв/ч | уровень радиации на промплощадке АЭС 29,4 мкЗв/ч | уровень радиации на промплощадке АЭС 29,4 мкЗв/ч | уровень радиации на промплощадке АЭС 29,4 мкЗв/ч | уровень радиации на промплощадке АЭС 29,4 мкЗв/ч | уровень радиации на промплощадке АЭС 29,4 мкЗв/ч |
| Уровень воды в реакторе                            | Нет информации                                   | Нет информации                                   | Нет информации                                   | Нет информации                                   |                                                  |                                                  |
| Давление в реакторе                                | Нет информации                                   | Нет информации                                   | Нет информации                                   | Нет информации                                   |                                                  |                                                  |
| Давление в контейнменте                            | Нет информации                                   | Нет информации                                   | Нет информации                                   | Нет информации                                   |                                                  |                                                  |
| Проливание морской водой                           | Не нужно                                         | Не нужно                                         | Не нужно                                         | Не нужно                                         |                                                  |                                                  |
| Проливание морской водой контейнмента              | Не нужно                                         | Не нужно                                         | Не нужно                                         | Не нужно                                         |                                                  |                                                  |
| Вентиляция контейнмента                            | Не нужна                                         | Не нужна                                         | Не нужна                                         | Не нужна                                         |                                                  |                                                  |
| Состояние бассейнов выдержки отработавшего топлива | Нет информации                                   | Нет информации                                   | Нет информации                                   | Нет информации                                   |                                                  |                                                  |
| Зона эвакуации                                     | В 10 км от АЭС                                   | В 10 км от АЭС                                   | В 10 км от АЭС                                   | В 10 км от АЭС                                   | В 10 км от АЭС                                   | В 10 км от АЭС                                   |
| Примечание                                         | Все реакторы в состоянии «холодной остановки».   | Все реакторы в состоянии «холодной остановки».   | Все реакторы в состоянии «холодной остановки».   | Все реакторы в состоянии «холодной остановки».   | Все реакторы в состоянии «холодной остановки».   | Все реакторы в состоянии «холодной остановки».   |